# مهره (فیلم ۱۹۸۰)
مهره (به انگلیسی: Nutcase) یک فیلم نیوزلندی در ژانر فیلم سرقت به کارگردانی راجر دونالدسون محصول سال ۱۹۸۰ میلادی است.

## خلاصه داستان فیلم
ایول‌اوا و باندش ۵٬۰۰۰٬۰۰۰ دلار طلب می‌کنند در غیر این صورت بمب هسته ای را به دهانه راژیتوتو می‌اندازند.